# Torneo di Wimbledon 2025 - Quad doppio
Il quad doppio del torneo di tennis professionistico Torneo di Wimbledon 2025, facente parte della categoria Grande Slam nell'ambito dell'ITF Wheelchair Tennis Tour, si è disputato all'All England Lawn Tennis and Croquet Club di Wimbledon, Londra, Inghilterra, dal 9 al 12 luglio 2025.
I tre volte campioni erano Sam Schröder e Niels Vink, ma hanno scelto di non gareggiare insieme. Schröder ha gareggiato insieme a Ahmet Kaplan, ma hanno perso nelle semifinali contro Donald Ramphadi e Gregory Slade, che a loro volto sono stati sconfitti in finale da Vink e Guy Sasson, con il punteggio di 6-0, 6-2.

## Teste di serie
1. Guy Sasson /  Niels Vink (campioni)

1. Ahmet Kaplan /  Sam Schröder (semifinali)

## Tabellone

### Legenda
| - Q = Qualificato - WC = Wild card - LL = Lucky loser | - ALT = Alternate - SE = Special Exempt - PR = Protected Ranking | - w/o = Walkover - r = Ritirato - d = Squalificato |

|  | Semifinale | Semifinale                       | Semifinale                       | Semifinale | Semifinale |  |  | Finale | Finale                        | Finale                        | Finale | Finale |  |
|  |            |                                  |                                  |            |            |  |  |        |                               |                               |        |        |  |
|  | 1          | Guy Sasson Niels Vink            | Guy Sasson Niels Vink            | 6          | 6          |  |  |        |                               |                               |        |        |  |
|  |            | Francisco Cayulef Andy Lapthorne | Francisco Cayulef Andy Lapthorne | 1          | 2          |  |  | 1      | Guy Sasson Niels Vink         | Guy Sasson Niels Vink         | 6      | 6      |  |
|  |            | Donald Ramphadi Gregory Slade    | 7                                | 1          | 7          |  |  |        | Donald Ramphadi Gregory Slade | Donald Ramphadi Gregory Slade | 0      | 2      |  |
|  | 2          | Ahmet Kaplan Sam Schröder        | 65                               | 6          | 5          |  |  |        |                               |                               |        |        |  |